# Zaria (półwysep)
Zaria (ros. Заря) – półwysep w azjatyckiej części Rosji, oddzielający od siebie Morze Karskie i Zatokę Middendorffa. Został nazwany na cześć statku, na którym ekspedycja Eduarda Tolla zimowała w jego pobliżu.